# MNW
MNW är ett svenskt skivbolag. MNW har under åren varit akronymer för Musiknätet Waxholm, Music Network men är numera bara MNW Music.

## Historia

### Starten 1969
MNW startades 1969 i Vaxholm som Music Network Corps av Sverre Sundman samt bröderna Lorne och Lynn de Wolfe. MNW fungerade under den första tiden som ett nytänkande mindre skivbolag och gav ut inspelningar med såväl svenska musiker inom och utom den begynnande musikrörelsen som utländska artister. Efter en ekonomisk kris våren 1971 räddades bolaget genom att Tore Berger från gruppen Gunder Hägg (senare Blå Tåget) satsade egna pengar och bolaget ombildades till Musiknätet Waxholm, i vilket "Föreningen Musiknätet Waxholm" ägde alla aktier. Denna ombildning, varigenom MNW blev en del av musikrörelsen, medförde också att bandet Contact och producenten Sverre Sundman övergick till det kommersiella bolaget Polydor.
MNW var därefter ett av musikrörelsens viktigaste skivbolag med inriktning på svenska musiker med svenska texter och där politiska överväganden ofta styrde utgivningen. När musikrörelsen började avtyna i slutet av 1970-talet breddades dock efterhand bolagets katalog. "MNW Records Group" bildas 1993 då man köpte Amalthea, ett annat skivbolag som ingått i proggrörelsen.

### Det nya MNW, 1998–nutid
1998 börsnoterades MNW och året därpå sålde Musiknätet Waxholm sitt innehav till investerarbröderna Gustav och Alexander Vik. Runt 2003 påbörjade Gabrielsson Invest AB (GIAB) ett övertagande av MNW. Idag är MNW ett helägt dotterbolag till GIAB och är avnoterat från börsen. 2003 sades 45 av 53 anställda upp samtidigt som distributionen avvecklades och överläts till Bonnier Amigo. Tidigare agerade MNW distributör åt bland annat skivbolagen NONS, Beat Butchers, Ramblin' Records och Ägg Tapes & Records. 
Rätten att ge ut artisternas alster överläts 2004 till Sanji Tandan och hans bolag Push Music Group. Denna lösning fungerade inte – samarbetet med Tandan avslutades och Push Music bytte namn till MNW Music. Den sista artisten att ge ut skivor på MNW var Florence Valentin. Idag ger bolaget endast ut sin digra backkatalog.
Våren 2014 lämnade Musikerförbundet som ombud för artisten Johan Johansson (KSMB), in en stämning där man hävdade att MNW har lagt ut musik på streamingtjänster utan tillstånd. Den 22 september 2015 föll domen som gav Johan Johansson rätt. Domen har överklagats till hovrätten.

## Artister i MNW:s backkatalog (urval)
- Arbete och Fritid
- Backyard Babies
- Belt & Braces Roadshow Band
- Blå Tåget
- Björn Afzelius
- Bosson
- Brända Barn
- Commando M Pigg[3]
- Ebba Grön
- Eldkvarn
- Fläskkvartetten
- Freddie Wadling
- Greg FitzPatrick
- Grymlings
- Hellacopters
- Hell on Wheels
- Hoola Bandoola Band
- Irma Schultz Keller
- Imperiet
- Kamera
- KSMB
- Kung Tung
- Masayah
- Martin Bentancourt
- Misery Loves Co
- Mikael Wiehe
- Nationalteatern
- Norrlåtar
- Peter LeMarc
- Pink Champagne
- Pushtwangers
- Roffe Wikström
- Roger Pontare
- Röda Bönor
- Stefan Sundström
- Stockholms Negrer
- Strindbergs
- Sheila Chandra (svensk distribution av brittiska Indipop Records)
- Tant Strul
- Ted Ström
- The Sinners
- Thomas Almqvist
- Thomas Di Leva
- Toni Holgersson
- Tore Berger
- Union Carbide Productions
- Wannadies
- Wilmer X